# Diacyclops crassicaudis
Diacyclops crassicaudis is een eenoogkreeftjessoort uit de familie van de Cyclopidae. De wetenschappelijke naam van de soort is, als Cyclops crassicaudis, voor het eerst geldig gepubliceerd in 1863 door G.O. Sars.